# IC 1141
IC 1141 — галактика типу SBc () у сузір'ї Змія.
Цей об'єкт міститься в оригінальній редакції індексного каталогу.